# Badminton ai Giochi della XXXII Olimpiade - Doppio maschile
Le gare del doppio maschile di badminton alle Olimpiadi 2020 si sono svolte dal 24 al 31 luglio 2021 alla Musashino Forest Sport Plaza.

## Formato
Le gare iniziano con un turno preliminare: gli atleti sono divisi in gruppi e ognuno sfida gli avversari del gruppo. I 16 vincitori accedono alla fase a eliminazione diretta.

## Teste di serie
1. Marcus Fernaldi Gideon / Kevin Sanjaya Sukamuljo
2. Mohammad Ahsan / Hendra Setiawan

1. Li Junhui / Liu Yuchen
2. Hiroyuki Endo / Yūta Watanabe

## Risultati

### Fase a gruppi

#### Gruppo A
| Squadra                                          | Pt | G | V | P | SV | SP |
| ------------------------------------------------ | -- | - | - | - | -- | -- |
| Marcus Fernaldi Gideon / Kevin Sanjaya Sukamuljo | 2  | 3 | 2 | 1 | 5  | 2  |
| Lee Yang / Wang Chi-lin                          | 2  | 3 | 2 | 1 | 5  | 3  |
| Satwiksairaj Rankireddy / Chirag Shetty          | 2  | 3 | 2 | 1 | 4  | 3  |
| Ben Lane / Sean Vendy                            | 0  | 3 | 0 | 3 | 0  | 6  |

| Squadra 1                                        | Punteggio        | Squadra 2                               |
| 24 luglio, 12:20                                 | 24 luglio, 12:20 | 24 luglio, 12:20                        |
| ------------------------------------------------ | ---------------- | --------------------------------------- |
| Marcus Fernaldi Gideon / Kevin Sanjaya Sukamuljo | 2 - 0            | Ben Lane / Sean Vendy                   |
| 24 luglio, 12:20                                 |                  |                                         |
| Lee Yang / Wang Chi-lin                          | 1 - 2            | Satwiksairaj Rankireddy / Chirag Shetty |
| 26 luglio, 11:20                                 |                  |                                         |
| Lee Yang / Wang Chi-lin                          | 2 - 0            | Ben Lane / Sean Vendy                   |
| 26 luglio, 12:40                                 |                  |                                         |
| Marcus Fernaldi Gideon / Kevin Sanjaya Sukamuljo | 2 - 0            | Satwiksairaj Rankireddy / Chirag Shetty |
| 27 luglio, 12:00                                 |                  |                                         |
| Marcus Fernaldi Gideon / Kevin Sanjaya Sukamuljo | 1 - 2            | Lee Yang / Wang Chi-lin                 |
| 27 luglio, 12:00                                 |                  |                                         |
| Satwiksairaj Rankireddy / Chirag Shetty          | 2 - 0            | Ben Lane / Sean Vendy                   |

#### Gruppo B
| Squadra                                  | Pt | G | V | P | SV | SP |
| ---------------------------------------- | -- | - | - | - | -- | -- |
| Hiroyuki Endo / Yūta Watanabe            | 3  | 3 | 3 | 0 | 6  | 0  |
| Kim Astrup / Anders Skaarup Rasmussen    | 2  | 3 | 2 | 1 | 4  | 2  |
| Vladimir Ivanov / Ivan Sozonov           | 1  | 3 | 1 | 2 | 2  | 4  |
| Godwin Olofua / Anuoluwapo Juwon Opeyori | 0  | 3 | 0 | 3 | 0  | 6  |

| Squadra 1                             | Punteggio        | Squadra 2                                |
| 24 luglio, 13:00                      | 24 luglio, 13:00 | 24 luglio, 13:00                         |
| ------------------------------------- | ---------------- | ---------------------------------------- |
| Kim Astrup / Anders Skaarup Rasmussen | 2 - 0            | Vladimir Ivanov / Ivan Sozonov           |
| 24 luglio, 20:00                      |                  |                                          |
| Hiroyuki Endo / Yūta Watanabe         | 2 - 0            | Godwin Olofua / Anuoluwapo Juwon Opeyori |
| 25 luglio, 12:40                      |                  |                                          |
| Hiroyuki Endo / Yūta Watanabe         | 2 - 0            | Vladimir Ivanov / Ivan Sozonov           |
| 26 luglio, 18:00                      |                  |                                          |
| Kim Astrup / Anders Skaarup Rasmussen | 2 - 0            | Godwin Olofua / Anuoluwapo Juwon Opeyori |
| 27 luglio, 11:20                      |                  |                                          |
| Hiroyuki Endo / Yūta Watanabe         | 2 - 0            | Kim Astrup / Anders Skaarup Rasmussen    |
| 27 luglio, 18:40                      |                  |                                          |
| Vladimir Ivanov / Ivan Sozonov        | 2 - 0            | Godwin Olofua / Anuoluwapo Juwon Opeyori |

#### Gruppo C
| Squadra                       | Pt | G | V | P | SV | SP |
| ----------------------------- | -- | - | - | - | -- | -- |
| Li Junhui / Liu Yuchen        | 3  | 3 | 3 | 0 | 6  | 0  |
| Takeshi Kamura / Keigo Sonoda | 2  | 3 | 2 | 1 | 4  | 2  |
| Mark Lamsfuß / Marvin Seidel  | 1  | 3 | 1 | 2 | 2  | 4  |
| Phillip Chew / Ryan Chew      | 0  | 3 | 0 | 3 | 0  | 6  |

| Squadra 1                     | Punteggio        | Squadra 2                     |
| 24 luglio, 11:00              | 24 luglio, 11:00 | 24 luglio, 11:00              |
| ----------------------------- | ---------------- | ----------------------------- |
| Li Junhui / Liu Yuchen        | 2 - 0            | Phillip Chew / Ryan Chew      |
| 24 luglio, 19:20              |                  |                               |
| Takeshi Kamura / Keigo Sonoda | 2 - 0            | Mark Lamsfuß / Marvin Seidel  |
| 25 luglio, 18:40              |                  |                               |
| Li Junhui / Liu Yuchen        | 2 - 0            | Mark Lamsfuß / Marvin Seidel  |
| 26 luglio, 10:00              |                  |                               |
| Takeshi Kamura / Keigo Sonoda | 2 - 0            | Phillip Chew / Ryan Chew      |
| 27 luglio, 10:00              |                  |                               |
| Li Junhui / Liu Yuchen        | 2 - 0            | Takeshi Kamura / Keigo Sonoda |
| 27 luglio, 18:00              |                  |                               |
| Mark Lamsfuß / Marvin Seidel  | 2 - 0            | Phillip Chew / Ryan Chew      |

#### Gruppo D
| Squadra                          | Pt | G | V | P | SV | SP |
| -------------------------------- | -- | - | - | - | -- | -- |
| Mohammad Ahsan / Hendra Setiawan | 3  | 3 | 3 | 0 | 6  | 1  |
| Aaron Chia / Soh Wooi Yik        | 2  | 3 | 2 | 1 | 4  | 2  |
| Choi Sol-gyu / Seo Seung-jae     | 1  | 3 | 1 | 2 | 3  | 4  |
| Jason Ho-Shue / Nyl Yakura       | 0  | 3 | 0 | 3 | 0  | 6  |

| Squadra 1                        | Punteggio        | Squadra 2                    |
| 24 luglio, 18:00                 | 24 luglio, 18:00 | 24 luglio, 18:00             |
| -------------------------------- | ---------------- | ---------------------------- |
| Mohammad Ahsan / Hendra Setiawan | 2 - 0            | Jason Ho-Shue / Nyl Yakura   |
| 24 luglio, 18:00                 |                  |                              |
| Choi Sol-gyu / Seo Seung-jae     | 0 - 2            | Aaron Chia / Soh Wooi Yik    |
| 25 luglio, 10:00                 |                  |                              |
| Choi Sol-gyu / Seo Seung-jae     | 2 - 0            | Jason Ho-Shue / Nyl Yakura   |
| 26 luglio, 19:20                 |                  |                              |
| Mohammad Ahsan / Hendra Setiawan | 2 - 0            | Aaron Chia / Soh Wooi Yik    |
| 27 luglio, 12:40                 |                  |                              |
| Mohammad Ahsan / Hendra Setiawan | 2 - 1            | Choi Sol-gyu / Seo Seung-jae |
| 27 luglio, 20:00                 |                  |                              |
| Aaron Chia / Soh Wooi Yik        | 2 - 0            | Jason Ho-Shue / Nyl Yakura   |

### Fase ad eliminazione diretta
|  | Quarti di finale | Quarti di finale                               | Quarti di finale               | Quarti di finale      | Quarti di finale |                             |                         | Semifinali | Semifinali                | Semifinali                | Semifinali                | Semifinali                |                           |                           | Finale Medaglia d'Oro     | Finale Medaglia d'Oro          | Finale Medaglia d'Oro | Finale Medaglia d'Oro | Finale Medaglia d'Oro |
|  |                  |                                                |                                |                       |                  |                             |                         |            |                           |                           |                           |                           |                           |                           |                           |                                |                       |                       |                       |
|  | A1               | Marcus Fernaldi Gideon Kevin Sanjaya Sukamuljo | 14                             | 17                    |                  |                             |                         |            |                           |                           |                           |                           |                           |                           |                           |                                |                       |                       |                       |
|  | D2               | Aaron Chia Soh Wooi Yik                        | 21                             | 21                    |                  |                             |                         |            |                           |                           |                           |                           |                           |                           |                           |                                |                       |                       |                       |
|  | D2               | Aaron Chia Soh Wooi Yik                        | 21                             | 21                    |                  | D2                          | Aaron Chia Soh Wooi Yik | 22         | 13                        |                           |                           |                           |                           |                           |                           |                                |                       |                       |                       |
|  |                  |                                                |                                |                       |                  | D2                          | Aaron Chia Soh Wooi Yik | 22         | 13                        |                           |                           |                           |                           |                           |                           |                                |                       |                       |                       |
|  |                  | C1                                             | Li Junhui Liu Yuchen           | 24                    | 21               |                             |                         |            |                           |                           |                           |                           |                           |                           |                           |                                |                       |                       |                       |
|  | C1               | C1                                             | Li Junhui Liu Yuchen           | 24                    | 21               | Li Junhui Liu Yuchen        | 12                      | 21         | 21                        |                           |                           |                           |                           |                           |                           |                                |                       |                       |                       |
|  | C1               |                                                |                                |                       |                  | Li Junhui Liu Yuchen        | 12                      | 21         | 21                        |                           |                           |                           |                           |                           |                           |                                |                       |                       |                       |
|  | B2               | Kim Astrup Anders Skaarup Rasmussen            | 21                             | 14                    | 19               |                             |                         |            |                           |                           |                           |                           |                           |                           |                           |                                |                       |                       |                       |
|  |                  |                                                |                                |                       |                  |                             |                         |            |                           |                           |                           |                           |                           |                           | C1                        | Li Junhui Liu Yuchen           | 18                    | 12                    |                       |
|  |                  |                                                | A2                             | Lee Yang Wang Chi-lin | 21               | 21                          |                         |            |                           |                           |                           |                           |                           |                           |                           |                                |                       |                       |                       |
|  | A2               | Lee Yang Wang Chi-lin                          | 21                             | 21                    |                  |                             |                         |            |                           |                           |                           |                           |                           |                           |                           |                                |                       |                       |                       |
|  | B1               | Hiroyuki Endo Yūta Watanabe                    | 16                             | 19                    |                  |                             |                         |            |                           |                           |                           |                           |                           |                           |                           |                                |                       |                       |                       |
|  | B1               | Hiroyuki Endo Yūta Watanabe                    | 16                             | 19                    |                  | A2                          | Lee Yang Wang Chi-lin   | 21         | 21                        |                           |                           |                           |                           |                           |                           |                                |                       |                       |                       |
|  |                  |                                                |                                |                       |                  | A2                          | Lee Yang Wang Chi-lin   | 21         | 21                        |                           |                           |                           |                           |                           |                           |                                |                       |                       |                       |
|  |                  | D1                                             | Mohammad Ahsan Hendra Setiawan | 11                    | 10               |                             |                         |            | Finale Medaglia di Bronzo | Finale Medaglia di Bronzo | Finale Medaglia di Bronzo | Finale Medaglia di Bronzo | Finale Medaglia di Bronzo | Finale Medaglia di Bronzo | Finale Medaglia di Bronzo |                                |                       |                       |                       |
|  | C2               | D1                                             | Mohammad Ahsan Hendra Setiawan | 11                    | 10               | Takeshi Kamura Keigo Sonoda | 14                      | 21         | Finale Medaglia di Bronzo | Finale Medaglia di Bronzo | Finale Medaglia di Bronzo | Finale Medaglia di Bronzo | Finale Medaglia di Bronzo | Finale Medaglia di Bronzo | Finale Medaglia di Bronzo | 9                              |                       |                       |                       |
|  | C2               |                                                |                                |                       |                  | Takeshi Kamura Keigo Sonoda | 14                      | 21         |                           |                           |                           |                           |                           |                           |                           | 9                              |                       |                       |                       |
|  | D1               | Mohammad Ahsan Hendra Setiawan                 | 21                             | 16                    | 21               |                             |                         |            |                           |                           |                           |                           |                           |                           |                           | Aaron Chia Soh Wooi Yik        | 17                    | 21                    | 21                    |
|  |                  |                                                |                                |                       |                  |                             |                         |            |                           |                           |                           |                           |                           |                           |                           | Mohammad Ahsan Hendra Setiawan | 21                    | 17                    | 14                    |

## Medagliere
| Evento          | Oro                                 | Argento                   | Bronzo                           |
| Doppio maschile | Taipei cinese Lee Yang Wang Chi-lin | Cina Li Junhui Liu Yuchen | Malaysia Aaron Chia Soh Wooi Yik |